# Atsushi Fujita
Atsushi Fujita (jap. 藤田 敦史, Fujita Atsushi; * 6. November 1976 in Shirakawa) ist ein ehemaliger japanischer Langstreckenläufer. Er wird in der ewigen Bestenliste japanischer Marathonläufer auf Platz 4 geführt.
Beim Marathon der Leichtathletik-Weltmeisterschaften 1999 in Sevilla belegte er den sechsten Platz. 2000 siegte er beim Fukuoka-Marathon und stellte dabei mit 2:06:51 einen Asienrekord auf. Beim Marathon der Leichtathletik-Weltmeisterschaften 2001 in Edmonton wurde er dann Zwölfter.
2002 siegte er beim Seoul International Marathon.
Die Saison 2007 begann für ihn mit einem Sieg beim Beppu-Ōita-Marathon in 2:10:23.
Atsushi Fujita ist 1,66 m groß und wiegt 53 kg.